# George Edward Moore
Pour les articles homonymes, voir George Moore (homonymie) et Moore.
 (mars 2015).
George Edward Moore, usuellement cité comme G. E. Moore, né le 4 novembre 1873 à Londres et mort le 24 octobre 1958 à Cambridge, est un philosophe anglais qui étudia et enseigna à l'université de Cambridge, notamment à Trinity College, où il fit partie de la société secrète des Cambridge Apostles, tout comme Alfred North Whitehead. Il est, aux côtés de Bertrand Russell, Ludwig Wittgenstein, et avant eux, Gottlob Frege, un des fondateurs de la philosophie analytique, qui prédomine actuellement dans le monde universitaire anglophone.
Moore est cependant surtout connu en raison de son parti pris contre le sophisme naturaliste, de son enthousiasme pour le sens commun dans la méthode philosophique et pour le paradoxe de Moore. S'il était admiré par les autres philosophes de son temps, il n'est plus aujourd'hui célèbre en dehors des cercles académiques philosophiques, à l'inverse de son collègue et ami Russell. Ayant mené une longue critique contre la stagnation des connaissances philosophiques, à l'inverse du dynamique progrès des sciences naturelles depuis la Renaissance, il a été amené à fonder une nouvelle école analytique sur les traces de Thalès de Milet. Parmi ses plus influents ouvrages, Principia Ethica et ses essais The Refutation of Idealism, A Defence of Common Sense, A Proof of the External World. Très appréciés de ses pairs, les écrits de Moore sont réputés pour leur style clair et circonspect, une illustration de l'approche patiente et méthodique des problèmes philosophiques par Moore.
Président de l'Aristotelian Society en 1918 et 1919. Il est enterré dans le cimetière de la paroisse de l'Ascension à Cambridge, en Angleterre. Il est le frère du poète Thomas Sturge Moore, le père du poète Nicholas Moore et du compositeur Timothy Moore. Paul Levy fut son biographe avec Moore: G.E. Moore and the Cambridge Apostles (1979).

## L'éthique
Moore est également très connu pour l'open question argument (argument « de la question ouverte ») décrit dans son livre Principia Ethica. Les Principia est l'une des principales sources d'inspiration du mouvement contre le sophisme naturaliste, i.e.. le sophisme non naturaliste. Il s'agit-là d'un des livres fondateurs de l'engouement pour la méta-éthique au XXe siècle.

### Le sophisme naturaliste
G.E. Moore pense que la plupart des autres philosophes qui travaillaient dans le domaine de l'éthique ont commis une erreur désignée sous le vocable de Naturalistic fallacy, c'est-à-dire le sophisme naturaliste. Pour Moore, l'éthique se donne pour objectif la découverte de ce qui donne intrinsèquement aux choses leur dimension du bien. Ainsi, pour les hédonistes, c'est la qualité « être agréable » qui rend les choses bonnes, tandis que pour d'autres théoriciens, ce serait plutôt la complexité. Tout en reconnaissant la pertinence de l'analyse, Moore souligne une confusion essentielle : selon lui, en énonçant les qualités dont découle le bien, les théoriciens donnent en fait une analyse du terme « bien » et approchent sémantiquement la propriété de « bienveillance », mais passent à côté de l'essence du concept et donc de sa réelle dimension éthique.
À titre d'exemple, un hédoniste pourrait bien déclarer que quelque chose est bien parce qu'agréable, et être dans le vrai. Cependant, insiste Moore, parler en termes de plaisir ne permet pas d'en définir la valeur propre : énumérer les qualités d'un objet est une chose, analyser ses valeurs intrinsèques en est une autre.

### L'argument de la question ouverte
Le point de vue de Moore sur l'indéterminabilité du bien est généralement qualifié d'argument de la question ouverte, une formalisation de la critique du sophisme naturaliste. Cet argument est développé dans les paragraphes 10 à 14 des Principia Ethica. Le cœur du sujet est de cerner la nature d'affirmations telles que « tout ce qui est agréable est bien » et d'éprouver la possibilité de poser des questions telles que « est-ce que le fait que X soit agréable est bien ? »
Selon Moore, les questions de ce style sont « ouvertes » et les déclarations de ce style sont « significatives » et le resteront, peu importe ce qui remplace le terme « agréable ». On peut toujours y trouver un sens, et ce sens n'est pas unique et prédéterminé. Moore en conclut donc que toute analyse de la valeur, comme « agréable », est vouée à l'échec. En d'autres termes, si la valeur pouvait être analysée, alors de telles déclarations et questions deviendraient complètement futiles parce qu'évidentes et triviales. Comme elles sont visiblement tout sauf futiles, évidentes ou triviales, la valeur qu'elle énonce doit certainement être indéfinissable en termes fixes.
Les détracteurs de Moore soutiennent parfois qu'il est trop attaché à établir une vision d'ensemble par son analyse et qu'il ne spécifie rien de précis sur la notion de valeur en tant que telle. D'autres rappellent la distinction de Frege entre sens et dénotation, qui stipule que les concepts de valeur sont spéciaux et sui generis (uniques) tout en précisant que les propriétés de la valeur ne sont rien d'autre que des propriétés naturelles (cette stratégie est analogue à celle des matérialistes non-réductifs dans la philosophie de l'esprit).

### Le Bien, une notion indéfinissable
Moore conteste donc le fait que la propriété de « Bien » puisse être analysée à l'aide d'autres concepts que celui de « bien » lui-même, ce qui revient à dire que la notion de « Bien » est indéfinissable au sens classique. Il écrit à ce sujet :

« It may be true that all things which are good are also something else, just as it is true that all things which are yellow produce a certain kind of vibration in the light. And it is a fact, that Ethics aims at discovering what are those other properties belonging to all things which are good. But far too many philosophers have thought that when they named those other properties they were actually defining good; that these properties, in fact, were simply not "other," but absolutely and entirely the same with goodness. »

— G. E. Moore, Principia Ethica
Par conséquent, pour Moore, la seule définition qui puisse être donnée est une définition ostensive, c’est-à-dire hors du langage. La seule chose possible est de désigner une action ou un objet, et de dire « ceci est bien », de la même façon qu'il est impossible de donner une définition entière de la notion de jaune à un non-voyant : seul celui qui voit peut en saisir l'essence et en tirer une définition en regardant la couleur jaune d'un morceau de papier.

### Le Bien, une caractéristique non-naturelle
Moore ne se contente pas de catégoriser le Bien comme une notion indéfinissable, il souligne également qu'il s'agit d'une caractéristique non-naturelle. Pour lui, deux objets qui sont qualitativement identiques ne peuvent avoir des valeurs différentes du Bien. Par exemple, s'il existe deux chemises jaunes rigoureusement identiques en tous points (même couleur, même origine, même marque, même modèle, etc.), si elles partagent l'essentiel de leurs qualités d'objets, alors elles renvoient à la même perception de la notion de Bien. De ce fait, Moore estime que la caractéristique « bien » d'un objet est déterminée par les autres propriétés que possède l'objet, et c'est la propriété d'un objet que d'avoir d'autres propriétés. Par conséquent, si deux objets sont qualitativement identiques, ils doivent engendrer, par construction cognitive, la même perception du Bien.

### Connaissance morale
Pour Moore, après l'éviction de l'argument naturaliste, la question de la définition du Bien ne pouvait se résoudre qu'en faisant appel à ce qui était nommé l'« intuition morale » humaine : self-evident propositions which recommend themselves to moral reflection, but which are not susceptible to either direct proof or disproof. En cela, il fut désigné par les écrivains postérieurs comme un partisan de l'éthique intuitionniste. Mais Moore souhaitait explicitement distinguer sa vision des choses de l'intuitionnisme classique, comme il l'écrit ainsi :

« In order to express the fact that ethical propositions of my first class [propositions about what is good as an end in itself] are incapable of proof or disproof, I have sometimes followed Sidgwick's usage in calling them ‘Intuitions.’ But I beg that it may be noticed that I am not an ‘Intuitionist,’ in the ordinary sense of the term. Sidgwick himself seems never to have been clearly aware of the immense importance of the difference which distinguishes his Intuitionism from the common doctrine, which has generally been called by that name. The Intuitionist proper is distinguished by maintaining that propositions of my second class—propositions which assert that a certain action is right or a duty—are incapable of proof or disproof by any enquiry into the results of such actions. I, on the contrary, am no less anxious to maintain that propositions of this kind are not ‘Intuitions,’ than to maintain that propositions of my first class are Intuitions. »

— G. E. Moore, Principia Ethica, Preface, p. 5
Plus précisément, Moore se détache de l'Éthique déontologique, qui tient les intuitions pour des déterminants des questions portant sur le bien fondé des actions ou sur leur nécessité tirée d'un devoir quelconque. En tant que conséquentialiste, il pense plutôt que les devoirs et les règles morales sont déterminées par la mise en lumière des effets (conséquences) du jeu des actions particulières et, de ce fait, constituent des problèmes empiriques bien éloignés de l'intuition. Pour lui, l'intuition humaine ne peut révéler le bien fondé ou la fausseté d'actions spécifiques, mais seulement cerner les choses qui relèvent du Bien par elles-mêmes et méritent d'être recherchées ou accomplies.

## Preuve d'un monde extérieur
Un des développements de la philosophie de Moore les plus importants est sa réfutation de l'idéalisme qui dominait la philosophie anglaise (représentée par les travaux de ses professeurs F.H. Bradley et John McTaggart) et sa défense de ce qu'il considère comme une forme de réalisme du « sens commun ».
Dans son essai de 1925 A Defense of Common Sense (en), il s'attaque à l'idéalisme et au scepticisme en soutenant que, en ce qui concerne le monde extérieur, ils ne peuvent pas donner de raisons d'accepter leurs prémisses métaphysiques qui soient plus plausibles que les raisons d'accepter les affirmations du sens commun à propos de notre connaissance du monde extérieur. Il met ce point en relief très théâtralement dans son essai de 1939 intitulé Proof of an External World, où il donne un argument du sens commun contre les sceptiques en levant sa main droite et en disant : « Voici une main », puis en levant sa main gauche et en rajoutant : « En voici une autre », puis en concluant qu'il y a au moins deux objets extérieurs dans le monde, et que, par conséquent (grâce à cet argument), il sait qu'il y a un monde extérieur qui existe. Tous ceux tendant au scepticisme ne trouvèrent pas forcément la méthode d'argumentation de Moore entièrement convaincante ; quoi qu'il en soit, Moore défend son argument sur la base que les arguments sceptiques semblent invariablement nécessiter un appel à des « intuitions philosophiques » que nous avons considérablement moins de raisons d'accepter que les affirmations du sens commun que ces intuitions sont censées réfuter.
Au-delà des travaux de Moore lui-même, l'argument « Voici une main » a aussi profondément influencé Wittgenstein, qui passa les dernières semaines de sa vie à élaborer une nouvelle approche de l'argument de Moore, dans ses remarques posthumes publiées sous le titre De la certitude.

## Langage
Moore est aussi connu pour avoir attiré l'attention sur la singulière logique impliquée dans la citation d'une phrase telle que « Il va pleuvoir mais je ne crois pas qu'il pleuvra ». Une énigme qui, de nos jours, est couramment nommée « paradoxe de Moore ».
Ce casse-tête survient, car il semble impossible pour quiconque d'affirmer logiquement une telle chose ; pour autant, il n'apparaît pas de contradiction entre le fait « Il va pleuvoir » et celui « Je ne crois pas qu'il pleuvra ». En effet, il n'est pas impossible aux deux éléments d'être vrais ; par exemple, à chaque fois que je me trompe sur les prévisions météorologiques.
En plus de la contribution de Moore à ce sujet, ce casse-tête a aussi été à l'origine d'un important travail de la part de Ludwig Wittgenstein. Ce dernier décrivit ce paradoxe comme le plus impressionnant de perspicacité (philosophiquement parlant) dont Moore eût fait preuve.

## Publications
- G.E. Moore, Principia Ethica (1903) trad. fr. Michel Gouverneur, PUF, 1997.
- G.E. Moore, "Preuve qu'il y a un monde extérieur", 1939, trad.fr. in Dutant et Engel, Philosophie de la connaissance, Vrin 2005.
- G.E. Moore, On Defining "Good", dans Analytic Philosophy: Classic Readings, Stamford, CT: Wadsworth, 2002, pp. 1–10.  (ISBN 0-534-51277-1)
- G.E. Moore, The subject-matter of psychology, Proc.of the Aristotelian society no 10, 1909-10. Tr. fr. "Le sujet d'investigation de la psychologie", SEMa

#### Bases de données et dictionnaires
- Ressources relatives à la recherche :   - Internet Encyclopedia of Philosophy
  - Stanford Encyclopedia of Philosophy
- Ressource relative aux beaux-arts :   - National Portrait Gallery
- Ressource relative à la bande dessinée :   - Comic Vine
- Notices dans des dictionnaires ou encyclopédies généralistes :   - Britannica
  - Brockhaus
  - Den Store Danske Encyklopædi
  - Deutsche Biographie
  - Enciclopedia italiana
  - Gran Enciclopèdia Catalana
  - Hrvatska Enciklopedija
  - Internetowa encyklopedia PWN
  - Nationalencyklopedin
  - Oxford Dictionary of National Biography
  - Store norske leksikon
  - Treccani
  - Universalis
  - Visuotinė lietuvių enciklopedija
- Notices d'autorité :   - VIAF
  - ISNI
  - BnF (données)
  - IdRef
  - LCCN
  - GND
  - Italie
  - Japon
  - CiNii
  - Espagne
  - Belgique
  - Pays-Bas
  - Pologne
  - Israël
  - NUKAT
  - Catalogne
  - Suède
  - Vatican
  - WorldCat